# Antônio Martins
Antônio Martins es un municipio del estado brasileño de Río Grande do Norte, localizado en la microrregión de Umarizal,  en la mesorregión del Oeste Potiguar. De acuerdo con el Instituto Brasileño de Geografía y Estadística (IBGE), en el año 2010 la población estimada era de 6 907 habitantes. Su área territorial es de 244,620 km², de los cuales 0,27 km² están dentro del perímetro urbano, lo que clasifica a Antônio Martins como la segunda menor área urbana del estado, superado apenas por Rafael Fernandes. Fue creado en 1962.
El municipio fue separado de Martins el 8 de mayo de 1962, por medio de la Ley Estatal n.º 2.754. Esta Ley fue declarada inconstitucional por el Tribunal Regional Electoral de Río Grande do Norte, sin embargo, la creación y emancipación del municipio fue ratificada el 26 de marzo de 1963, por medio de la Ley Estatal de n.º 2.851, y la nueva edilidad fue instalada solemnemente el 4 de abril del mismo año.